# Talaus opportunus
Talaus opportunus är en spindelart som först beskrevs av O. Pickard-Cambridge 1873.  Talaus opportunus ingår i släktet Talaus och familjen krabbspindlar. Inga underarter finns listade i Catalogue of Life.